# Chicago Bulls 1967-1968
La stagione 1967-68 dei Chicago Bulls fu la 2ª nella NBA per la franchigia.
I Chicago Bulls arrivarono quarti nella Western Division con un record di 29-53. Nei play-off persero la semifinale di division con i Los Angeles Lakers (4-1).

## Roster
| N°  | Naz.                   | Ruolo | Sportivo        | Anno | Alt. | Peso |
| --- | ---------------------- | ----- | --------------- | ---- | ---- | ---- |
| 4   | Stati Uniti (bandiera) | GA    | Jerry Sloan     | 1942 | 196  | 88   |
| 5   | Stati Uniti (bandiera) | G     | Flynn Robinson  | 1941 | 185  | 84   |
| 5   | Stati Uniti (bandiera) | G     | Guy Rodgers     | 1935 | 183  | 84   |
| 6   | Stati Uniti (bandiera) | G     | Jim Burns       | 1945 | 191  | 88   |
| 6-9 | Stati Uniti (bandiera) | A     | Ken Wilburn     | 1944 | 198  | 88   |
| 7   | Stati Uniti (bandiera) | AC    | Jim Washington  | 1943 | 198  | 95   |
| 8   | Stati Uniti (bandiera) | G     | Dave Schellhase | 1944 | 191  | 93   |
| 11  | Stati Uniti (bandiera) | AC    | Clem Haskins    | 1943 | 191  | 88   |
| 14  | Stati Uniti (bandiera) | AC    | Jim Barnes      | 1941 | 203  | 95   |
| 14  | Stati Uniti (bandiera) | AC    | Erwin Mueller   | 1944 | 203  | 104  |
| 15  | Stati Uniti (bandiera) | GA    | Keith Erickson  | 1944 | 196  | 88   |
| 16  | Stati Uniti (bandiera) | A     | Barry Clemens   | 1943 | 198  | 95   |
| 17  | Stati Uniti (bandiera) | C     | Reggie Harding  | 1942 | 213  | 113  |
| 17  | Stati Uniti (bandiera) | AC    | Craig Spitzer   | 1945 | 213  | 102  |
| 18  | Stati Uniti (bandiera) | AC    | McCoy McLemore  | 1942 | 201  | 104  |
| 19  | Stati Uniti (bandiera) | A     | Bob Boozer      | 1937 | 203  | 98   |

## Staff tecnico
- Allenatore: Red Kerr
- Preparatore atletico: Joe Proski